# Норт-Баффало Тауншип (округ Армстронг, Пенсільванія)
Норт-Баффало Тауншип (англ. North Buffalo Township) — селище (англ. township) в США, в окрузі Армстронг штату Пенсільванія. Населення — 2699 осіб (2020).

## Демографія
Згідно з переписом 2010 року, у селищі мешкало 3011 осіб у 1233 домогосподарствах у складі 884 родин. Було 1301 помешкання
Расовий склад населення:
| - 98,8 % — білих - 0,4 % — азіатів - 0,3 % — чорних або афроамериканців |

До двох чи більше рас належало 0,4 %. Частка іспаномовних становила 0,2 % від усіх жителів.
За віковим діапазоном населення розподілялося таким чином: 18,2 % — особи молодші 18 років, 62,9 % — особи у віці 18—64 років, 18,9 % — особи у віці 65 років та старші. Медіана віку мешканця становила 46,8 року. На 100 осіб жіночої статі у селищі припадало 103,0 чоловіків;  на 100 жінок у віці від 18 років та старших — 102,6 чоловіків також старших 18 років.
Середній дохід на одне домашнє господарство  становив 67 464 долари США (медіана — 48 386), а середній дохід на одну сім'ю — 86 266 доларів (медіана — 76 892). Медіана доходів становила 49 381 долар для чоловіків та 38 750 доларів для жінок. За межею бідності перебувало 6,2 % осіб, у тому числі 2,8 % дітей у віці до 18 років та 11,3 % осіб у віці 65 років та старших.
Цивільне працевлаштоване населення становило 1433 особи. Основні галузі зайнятості: освіта, охорона здоров'я та соціальна допомога — 36,1 %, виробництво — 14,9 %, будівництво — 10,8 %, мистецтво, розваги та відпочинок — 9,2 %.